# Niko Pulić
Niko Pulić, né le 12 juillet 1963 à Dubrovnik, est un pilote de courses de côte et de rallyes croate.

## Biographie
Il débute en compétition automobile en 1981 avec une Zastava Fićo 750s, âgé de 17 ans sous le nom d'emprunt du frère de sa future épouse, mais plus tardivement dans les championnats de montagne et sur circuits croates, à 26 ans.

## Palmarès

### Titres
- Triple Champion d'Europe de la montagne en Catégorie I sur BMW M3 du Groupe A, en 1999, 2000 et 2001;
- Onze fois Champion de la montagne de Croatie, entre 1990 et 2011 (dont 6 titres en Groupe A, et 3 titres de Catégorie II en 2009, 2010 et 2011 sur Formule 3 Dallara (2) puis Nissan (1));
- Champion de Croatie des circuits, en 1990 et 1991 (FICO), puis 1998 (en Gr. H);
  - Vice-champion d'Europe de la montagne en Catégorie I, en 2002;
  - 2e du Groupe N au championnat d'Europe de la montagne, en 1998;
  - 3e du championnat d'Europe de la montagne en Catégorie I, en 2003;
  - 3e du championnat de Yougoslavie de la montagne et du championnat de Yougoslavie des circuits, en 1990.

### Victoires en rallye
- Double vainqueur du rallye de Croatie, en 1994 et 1995 sur Lancia Delta HF Integrale Evo du Groupe A (en Championnat d'Europe des rallyes, copilote Davor Devunič);

## Récompenses
- Désigné Meilleur pilote de Croatie à 10 reprises, en 1991, puis de 1993 à 2001;
- Casque d'Or, en 1993 et 1998.